# Sivan Auerbach
Sivan Auerbach (hebräisch סיון אורבך; * 2. April 2000 in Ein Ayala) ist eine israelische Leichtathletin, die sich auf den Mittelstreckenlauf spezialisiert hat.

## Sportliche Laufbahn und Leben
Erste internationale Erfahrungen sammelte Sivan Auerbach im Jahr 2015, als sie beim Europäischen Olympischen Jugendfestival (EYOF) in Tiflis mit 2:16,51 min in der ersten Runde im 800-Meter-Lauf ausschied. Im Jahr darauf siegte sie in 2:09,22 min bei den U18-Balkan-Meisterschaften in Kruševac und belegte anschließend bei den erstmals ausgetragenen Jugendeuropameisterschaften in Tiflis in 2:11,88 min den siebten Platz. 2017 gelangte sie bei den U18-Weltmeisterschaften in Nairobi mit 2:19,51 min auf Rang acht und 2020 begann sie ein Studium an der Oklahoma State University in den Vereinigten Staaten. 2021 schied sie bei den U23-Europameisterschaften in Tallin mit 2:08,69 min in der ersten Runde über 800 Meter aus und kam auch im 1500-Meter-Lauf mit 4:19,97 min nicht über den Vorlauf hinaus. Im Jahr darauf belegte sie bei den Balkan-Meisterschaften in Craiova in 4:22,96 min den fünften Platz über 1500 Meter. 2023 wurde sie bei der 3. Liga der Team-Europameisterschaft im Rahmen der Europaspiele in Chorzów mit 2:07,12 min Vierte über 800 Meter und gelangte über 1500 Meter mit 4:29,11 min auf Rang drei. Anschließend gewann sie bei den Balkan-Meisterschaften in Kraljevo in 4:17,78 min die Silbermedaille über 1500 Meter hinter der Türkin Şilan Ayyıldız und belegte in 2:05,42 min den neunten Platz im 800-Meter-Lauf. Im Jahr darauf verbesserte sie den Landesrekord über 1500 Meter auf 4:09,36 min und schied bei den Europameisterschaften in Rom mit 4:16,15 min im Vorlauf aus.
In den Jahren 2022 und 2023 wurde Auerbach israelische Meisterin im 1500-Meter-Lauf sowie 2023 auch über 800 Meter.

## Persönliche Bestleistungen
- 800 Meter: 2:05,42 min, 22. Juli 2023 in Kraljevo
  - 800 Meter (Halle): 2:07,46 min, 27. Januar 2024 in Fayetteville (israelischer Rekord)
- 1000 Meter: 2:49,74 min, 26. Februar 2022 in Ames
  - 1000 Meter (Halle): 2:43,65 min, 12. Januar 2024 in Fayetteville (israelischer Rekord)
- 1500 Meter: 4:09,36 min, 26. Mai 2024 in Brüssel (israelischer Rekord)
- Meile: 4:37,94 min, 2. Dezember 2023 in Boston